# Comuna Cair, Sărata
Cair (în ucraineană Крива Балка, transliterat: Krîva Balka) este o comună în raionul Sărata, regiunea Odesa, Ucraina, formată din satele Cair (reședința) și Hagider.

## Demografie
Componența lingvistică a comunei Cair
     Ucraineană (88,76%)
     Rusă (5,49%)
     Română (3,85%)
     Alte limbi (0,75%)
Conform recensământului din 2001, majoritatea populației comunei Cair era vorbitoare de ucraineană (88,76%), existând în minoritate și vorbitori de rusă (5,49%) și română (3,85%).